# Dox Records
Dox Records is een Nederlands platenlabel, dat zich specialiseert in bands met wortels in de geïmproviseerde jazz en vrije muzikale experimenten.

## Geschiedenis
Dox Records werd in 1997 opgericht door huidig (2013) manager Bart Suèr, die saxofoon speelde in SFEQ. De naam komt van het Griekse doxa, dat idee of mening betekent. 
Dox Records is een muzikantenplatform, verantwoordelijk voor songs, recordings en concerten. Naast het uitbrengen en distribueren van cd's, organiseert Dox Records jamsessies, muziekbattles en andere muzikale projecten. Tim van Berkenstijn, die werkt onder de naam Benny Sings, is een van de huisproducers van het label.

## Artiesten
De artiesten van Dox Records maken deel uit van de Dox Family. De artiesten van het label treden regelmatig samen op en maken zij gastoptredens op elkaars platen. Tevens worden de artiesten van het label breder betrokken bij het platenlabel, bijvoorbeeld in de rol van scout, producer of A&R manager.
Selectie artiesten/bands:
- Benjamin Herman
- Benny Sings
- BRUUT!
- Charlene
- DJ Git Hyper
- Giovanca
- Hadewych Minis
- New Cool Collective
- Roos Jonker
- Steye
- We'll Make It Right
- Wouter Hamel